# Abierto Mexicano Telcel 2014
Abierto Mexicano TELCEL 2014 — професійний тенісний турнір, що проходив на відкритих кортах з твердим покриттям в Акапулько (Мексика). Це був 21-й за ліком серед чоловіків і 14-й - серед жінок. Належав до Туру ATP 2014 і Туру WTA 2014. Тривав з 24 лютого до 1 березня 2014 року.

## Призові очки і гроші

### Розподіл очок
| Дисципліна                 | П   | Ф   | ПФ  | ЧФ | 1/8 | 1/16 | Q   | Q3  | Q2  | Q1  |
| Одиночний розряд, чоловіки | 500 | 300 | 180 | 90 | 45  | 0    | 20  | 10  | 0   | Н/Д |
| Парний розряд, чоловіки    | 500 | 300 | 180 | 90 | Н/Д | Н/Д  | 20  | 0   | 0   | Н/Д |
| Одиночний розряд, жінки    | 280 | 180 | 110 | 60 | 30  | 1    | 18  | 14  | 10  | 1   |
| Парний розряд, жінки       | 280 | 180 | 110 | 60 | 1   | Н/Д  | Н/Д | Н/Д | Н/Д | Н/Д |

### Розподіл призових грошей
| Дисципліна                 | П        | Ф        | ПФ      | ЧФ      | 1/8     | 1/161  | Q3     | Q2   | Q1   |
| Одиночний розряд, чоловіки | $316,400 | $142,650 | $67,570 | $32,605 | $16,625 | $9,150 | $1,030 | $570 | Н/Д  |
| Парний розряд, чоловіки *  | $93,460  | $42,180  | $19,890 | $9,610  | $4,920  | Н/Д    | Н/Д    | Н/Д  | Н/Д  |
| Одиночний розряд, жінки    | $43,000  | $21,400  | $11,300 | $5,900  | $3,310  | $1,925 | $1,005 | $730 | $530 |
| Парний розряд, жінки *     | $12,300  | $6,400   | $3,435  | $1,820  | $960    | Н/Д    | Н/Д    | Н/Д  | Н/Д  |

1 Кваліфаєри отримують і призові гроші 1/16 фіналу

* на пару

## Учасники основної сітки в рамках чоловічого турніру

### Сіяні пари
| Країна          | Гравець         | Рейтинг1 | Сіяний |
| --------------- | --------------- | -------- | ------ |
| Іспанія         | Давид Феррер    | 4        | 1      |
| Велика Британія | Енді Маррей     | 7        | 2      |
| США             | Джон Ізнер      | 13       | 3      |
| ПАР             | Кевін Андерсон  | 19       | 4      |
| Франція         | Жиль Сімон      | 21       | 5      |
| Болгарія        | Григор Димитров | 22       | 6      |
| Латвія          | Ернестс Гульбіс | 23       | 7      |
| Канада          | Вашек Поспішил  | 26       | 8      |

- 1 Рейтинг подано станом на 17 лютого 2014.

### Інші учасники
Нижче наведено учасників, які отримали вайлд-кард на участь в основній сітці:
- Маркос Багдатіс
- Tigre Hank
- Мігель Ангел Реєс-Варела

Нижче наведено гравців, які пробились в основну сітку через стадію кваліфікації:
- Алехандро Фалья
- Давід Ґоффен
- Стефан Робер
- Тім Смичек

Учасники, що потрапили до основної сітки як щасливий лузер:
- Дональд Янг

### Відмовились від участі
До початку турніру
- Фабіо Фоніні
- Юрген Мельцер (травма плеча)
- Кей Нісікорі
- Бенуа Пер
- Янко Типсаревич

### Знялись
- Давид Феррер (розтягнення ноги)

## Учасники основної сітки в парному розряді

### Сіяні пари
| Країна     | Гравець         | Країна          | Гравець          | Рейтинг1 | Сіяний |
| ---------- | --------------- | --------------- | ---------------- | -------- | ------ |
| Польща     | Лукаш Кубот     | Швеція          | Роберт Ліндстедт | 25       | 1      |
| Нідерланди | Жан-Жульєн Роєр | Румунія         | Горія Текеу      | 42       | 2      |
| Філіппіни  | Трет Х'юї       | Велика Британія | Домінік Інглот   | 53       | 3      |
| США        | Ерік Буторак    | ПАР             | Равен Класен     | 61       | 4      |

- 1 Рейтинг подано станом на 17 лютого 2014.

### Інші учасники
Нижче наведено учасників, які отримали вайлд-кард на участь в основній сітці:
- Алехандро Фалья /  Daniel Garza
- César Ramírez /  Мігель Ангел Реєс-Варела

Нижче наведено пари, що пробились в основну сітку через стадію кваліфікації:
- Адріан Маннаріно /  Стефан Робер

### Відмовились від участі
Під час турніру
- Жеремі Шарді (травма спини)
- Юрген Мельцер (травма плеча)

## Учасниці основної сітки в рамках жіночого турніру

### Сіяні пари
| Країна     | Гравчиня             | Рейтинг1 | Сіяна |
| ---------- | -------------------- | -------- | ----- |
| Словаччина | Домініка Цібулкова   | 13       | 1     |
| Канада     | Ежені Бушар          | 19       | 2     |
| Естонія    | Кая Канепі           | 25       | 3     |
| Словаччина | Магдалена Рибарикова | 32       | 4     |
| Австрія    | Івонн Мейсбургер     | 39       | 5     |
| Сербія     | Бояна Йовановські    | 42       | 6     |
| Швейцарія  | Стефані Фегеле       | 45       | 7     |
| КНР        | Ч Шуай               | 49       | 8     |

- 1 Рейтинг подано станом на 17 лютого 2014.

### Інші учасниці
Нижче наведено учасниць, які отримали вайлд-кард на участь в основній сітці:
- Торнадо Алісія Блек
- Ана Софія Санчес
- Марсела Сакаріас

Нижче наведено гравчинь, які пробились в основну сітку через стадію кваліфікації:
- Ешлі Барті
- Вікторія Дувал
- Шерон Фічмен
- Медісон Кіз

Такі тенісистки потрапили в основну сітку як Щасливі лузери:
- Лара Арруабаррена
- Леся Цуренко

### Відмовились від участі
До початку турніру
- Даніела Гантухова (torn knee ligament injury) → її замінила Галина Воскобоєва
- Курумі Нара → її замінила Леся Цуренко
- Роміна Опранді (травма плеча) → її замінила Лара Арруабаррена
- Лора Робсон → її замінила Каролін Гарсія

### Знялись
- Ч Шуай (травма правої руки)

## Учасниці основної сітки в парному розряді

### Сіяні пари
| Країна    | Гравчиня            | Країна        | Гравчиня             | Рейтинг1 | Сіяна |
| --------- | ------------------- | ------------- | -------------------- | -------- | ----- |
| Німеччина | Юлія Гергес         | Німеччина     | Анна-Лена Гренефельд | 43       | 1     |
| Франція   | Крістіна Младенович | Казахстан     | Галина Воскобоєва    | 47       | 2     |
| Австралія | Ешлі Барті          | Нова Зеландія | Марина Еракович      | 51       | 3     |
| Франція   | Каролін Гарсія      | Грузія        | Оксана Калашникова   | 127      | 4     |

- 1 Рейтинг подано станом на 17 лютого 2014.

### Інші учасниці
Нижче наведено учасниць, які отримали вайлд-кард на участь в основній сітці:
- Хімена Ермосо /  Ана Софія Санчес
- Вікторія Родрігес /  Марсела Сакаріас

Наведені нижче пари отримали місце як заміна:
- Лара Арруабаррена /  Яна Чепелова

### Відмовились від участі
До початку турніру
- Ешлі Барті (хворобу шлунково-кишкового тракту)

## Переможці та фіналісти

### Чоловіки. Одиночний розряд
- Григор Димитров —  Кевін Андерсон 7-6(7-1), 3-6, 7-6(7-5)

### Одиночний розряд. Жінки
- Домініка Цібулкова —  Крістіна Макгейл, 7–6(7–3), 4–6, 6–4

### Парний розряд. Чоловіки
- Кевін Андерсон /  Меттью Ебден —  Фелісіано Лопес /  Макс Мирний, 6-3, 6-3

### Парний розряд. Жінки
- Крістіна Младенович /  Галина Воскобоєва —  Петра Цетковська /  Івета Мельцер, 6–3, 2–6, [10–5]